# Francesco Cornaro (1547–1598)
Francesco Cornaro (1547–1598) foi um cardeal católico romano que serviu como bispo de Treviso de 1577 a 1595.

## Sucessão episcopal
Enquanto bispo, foi o consagrador principal de:
- Alvise Cornaro (bispo), Bispo Titular de Pafo e Bispo Coadjutor de Pádua (1589);

e co-consagrador principal de:
- Gianfrancesco Morosini, bispo de Bréscia (1585);
- Antonio Grimani (patriarca), Bispo de Torcello (1587);
- Alessandro Centurione, Arcebispo de Gênova (1591)
- Marco Cornaro, bispo de Pádua (1594); e
- Camillo Borghese, bispo de Jesi (1597).